# 잔루이지 부폰
잔루이지 "지지" 부폰(이탈리아어: Gianluigi "Gigi" Buffon, Ufficiale OMRI, 1978년 1월 28일 ~ )은 이탈리아의 은퇴한 축구 선수로, 과거 골키퍼로 활약했다. 현재 이탈리아 축구 국가대표팀 단장으로 활동하고 있다. 부폰은 역대 이탈리아 국가대표 선수 중 가장 많은 출장 수를 기록하였고, 또한 월드컵 최다 출전 선수 중 한 명이다. 세리에 A와 이탈리아 국가대표팀에서 가장 많은 클린시트를 기록하였다. 그는 동료 선수들과 감독들로부터 축구 역사상 최고의 골키퍼 중 한 명이라는 평가를 받는다.

## 클럽 경력

### 파르마

#### 유소년 시절과 프로 초창기 시절
부폰은 13살 때 볼로냐와 밀란으로부터 제의를 받았지만, 1991년에 파르마 유소년 팀에 입단하였다. 유소년 팀에 있을 당시, 그는 현재 포지션인 골키퍼 대신 미드필더 역할을 수행하기도 하였다. 파르마 유소년 팀의 두 명의 골키퍼가 부상 당했을 때, 그의 흥미와 키와 피지컬 능력으로 인하여 그는 골키퍼로 전향하였다. 빠르게 적응하는 부폰은 곧 파르마 유소년 팀 최고의 골키퍼로 자리매김하였다. 1995년에 17살이었던 부폰은 성인 팀으로 승격되었다. 그의 데뷔 전은 밀란 과의 경기였는데, 이 경기에서 그는 클린시트를 기록했다. 당시 경기에서 발롱도르 수상자인 로베르토 바지오와 조지 웨아 등을 상대로 눈부신 선방을 기록했다. 당시 시즌에서 부폰은 8번 출장하였다.

##### 1996-2001
1996-97 시즌에서 그는 선발 골키퍼로 자리매김하였다. 챔피언스리그, 코파 이탈리아, UEFA 컵 등에서 27경기에서 17골을 실점한 그는 주목을 받기 시작했다. 1997-98 시즌에서 파르마는 리그에서 5위를 기록하였으며 코파 이탈리아 준결승까지 진출하였지만 챔피언스리그에서는 조별리그에서 탈락했다. 부폰은 당시 발롱도르 수상자인 인테르 스트라이커, 호나우두의 페널티 슈팅을 선방하면서 '슈퍼맨'이라는 별명을 가지고 있었다. 그는 파르마 팬들을 향해 본인이 유니폼 안에 입고 있던 슈퍼맨 티셔츠를 보여주기도 하였다. '슈퍼맨'은 그의 능력을 잘 보여주는 별명이라는 평가를 받았다. 그의 네 번째 시즌에서는 UEFA 컵 결승에서 마르세유를 상대로 클린 시트를 기록하면서 3-0 승리에 기여했고, 결국 파르마는 우승컵을 들어올릴 수 있었다. 리그에서는 4위를 기록했다. 당시 시즌에서의 부폰의 활약은 그를 세리에A 올해의 골키퍼 상을 수상할 수 있게 하였다. 또한 그는 유럽의 23세 이하 선수들에게 수여하는 브라보 상을 수상하였고 IFFHS가 선정한 최고의 골키퍼 랭킹에서 5위를 기록하였고 발롱도르 노미네이션을 기록하였다. 2000-01 시즌에서 그는 파르마의 코파 이탈리아 결승 진출과 시즌 4위를 도왔다. 부폰은 세리에A 올해의 골키퍼 상을 다시 한번 수상하였고 IFFS가 선정한 최고의 골키퍼 랭킹에서 3위를 기록하였다. 그 해 여름, 그는 유벤투스로 골키퍼 역사상 가장 비싼 이적료(€51,645,690)를 기록하면서 이적하였다.

#### 유벤투스

##### 2001-2004
에드윈 반 데 사르의 뒤를 이어서 그는 클럽의 1번 유니폼을 물려받았다. 부폰은 사실 로마 혹은 바르셀로나로 이적할 수도 있었으나. 리그 우승이라는 목표를 이루기 위해 유벤투스로 이적하였다. 그의 데뷔전은 2001년 8월 26일 베네치아와의 경기였고 이 경기에서 그는 클린시트를 기록하면서 팀의 4-0 승리를 만들었다. 첫 시즌에서 그는 총 45 경기를 출장했고 그 중 34번 출장은 리그에서 기록하였는데, 34경기에서 22골을 실점하면서, 팀은 세리에A 우승을 차지했다. 그는 또 다시 세리에A 올해의 골키퍼 상을 수상하였고 UEFA 올해의 팀에 지명되었다. 부폰은 2002-03 시즌에서 47경기 출장을 기록했다. 또한 그는 유벤투스의 챔피언스리그 결승 진출에 기여했다. 당시 유벤투스는 또 다시 리그 우승을 기록하면서 부폰은 세리에A 올해의 골키퍼 상을 수상하였다. UEFA 골키퍼 상과 UEFA 선수 상을 수상하고 IFFHS가 선정한 골키퍼 랭킹에서 1위를 기록하고 UEFA 올해의 팀에 지명되기도 하였다. 2003-04 시즌에 또한 UEFA 올해의 팀과 IFFHS가 선정한 최고의 골키퍼에 지명되었다.

##### 2004-2006
그의 4번째 시즌이었던 2004-2005 시즌에는 총 48 경기를 출장하였고 유벤투스는 리그 우승을 차지하였다. 그는 세리에A 올해의 골키퍼 상을 수상하고 UEFA 올해의 팀에 지명되었다. 2005년 8월에 부상을 당한 부폰은 11월이 돼서야 복귀할 수 있었다. 하지만 그는 또 다시 부상을 당하면서 결국 2006년 1월에 복귀하였다. 유벤투스는 그래도 리그 우승을 차지했다. 또 다시 부폰은 IFFHS가 선정한 올해의 골키퍼와 세리에A 올해의 골키퍼 상을 수상하였다. 이 시즌에서 부폰은 유벤투스 소속으로 200경기 출장을 기록하였다. 2006년에 유벤투스는 불미스러운 승부 조작 스캔들에 연루되었으며 최근 2년간의 리그 우승 기록을 박탈되고 2부리그로 강등되었다. 강등에도 불구하고 부폰은 유벤투스에 잔류했으며, 그 결과로 팀 서포터즈로부터 절대적인 지지를 획득했다.

##### 2007-2010
2006-07년 유벤투스가 세리에B 우승을 차지하면서 세리에A로 복귀를 했다. 부폰은 2012년까지 연장계약을 체결했다. 그는 2007 FIFPro XI에 지명되었으며 IFFHS가 선정한 최고의 골키퍼 상을 수상하였다. 또한 그는 2006년 11월 18일 경기에서 선수 경력 최초로 레드 카드를 받았다. 2007-08시즌에서 그는 유벤투스의 키 플레이어로 자리매김하였다. 그 결과 유벤투스는 3위로 시즌을 마무리하였으며 부폰은 또 다시 세리에A 올해의 골키퍼 상을 수상하였다. 하지만 그는 디스크로 인한 등 통증을 호소하였다. 부폰은 2013년까지 재계약을 하면서 자신의 모든것을 유벤투스의 승리에 바칠 뜻을 밝혔다. 2008-09 시즌에 부폰은 또 다시 부상을 호소하였다. 2008년 9월부터 2009년 1월까지 그는 라인업에서 제외되었다. 그의 부상 때문에 유벤투스는 저조한 경기력을 보였다. 하지만 그는 팀의 부진과는 상관없이 2013년까지 재계약을 체결하였다. 부폰은 FIFA 올해의 선수 상을 했으며 유벤투스 소속으로 300경기 출장을 기록하였다. 2009-10 시즌은 유벤투스와 부폰 모두에게 악몽이었다. 유벤투스는 챔피언스리그 조별예선, 유로파리그 16강, 코파 이탈리아 컵에서 모두 탈락했으며 리그에서는 위를 기록했다. 부폰은 몇 가지 부상으로 인하여 경기를 많이 출장하지 못하였다. 하지만 2010년에 부폰은 IFFHS로부터 최근 10년간 최고의 골키퍼로 지명되었다. 부폰은 월드컵에서 당한 부상으로 인해 2010-11 시즌의 절반을 부상 재활 치료에 전념하였다. 부폰 없는 유벤투스는 유로파리그 조별예선과 코파 이탈리아 컵에서 탈락을 했고 리그에서는 7위를 기록했다.

##### 2011-2014
2011-12 시즌, 유벤투스는 그 동안의 부진을 씻고 부활했다. 시즌 내내 부폰은 예전 폼을 되찾으며 몇몇 놀라운 선방을 했고 심지어 토티의 페널티 킥을 막기도 했다. 그 답례로 부폰은 2011년 12월에 팬들로부터 이 달의 유벤투스 최고의 선수 상을 받기도 했다. 유벤투스는 무패로 시즌을 제패했다. 이 우승은 유벤투스가 세리에B로 강등된 이후에 최초의 우승이었다. 부폰은 리그에서 총 81개의 선방을 기록했고 결국 2011-12 세리어A 올해의 팀에 지명되었다. 2012년 8월 11일, 부폰은 델 피에로의 뒤를 이은 유벤투스 주장으로써 첫 번째 트로피를 차지했다. 당시 유벤투스는 2012 슈퍼코파 이탈리아 컵 결승에서 나폴리를 4-2로 제압했다. 이 시즌에서 부폰은 유벤투스 소속으로 400경기 출장을 기록했다. 또한 부폰은 발롱도르 후보과 2012 UEFA 올해의 팀에 지명되었다. 부폰은 IFFHS가 선정은 최고의 골키퍼 상에서 2위를 기록하였고 IFFHS가 선정한 21세기 최고의 골키퍼로 선정되었다. 2013년 1월에는 2015년까지 재계약을 체결하였다. 2013년 1월 27, 부폰은 세리에A 올해의 골키퍼 상을 수상하였다. 유벤투스는 리그를 제패하였고 부폰은 주장으로서 처음으로 우승 트로피를 들어올렸다. 2013년 8월, 유벤투스는 슈퍼코파 이탈리아 컵을 우승하였다. 부폰은 이 경기에서 해당 대회에서 처음으로 클린 시트를 기록하면서 라치오를 4-0으로 이겼다. 그는 2001년 24일, 세리에A 500경기 출장을 기록하였다. 부폰은 2013 FIFA XI와 발롱도르 후보에 지명되었다. 2013년, 부폰은 IFFHS가 선정한 최고의 골키퍼 랭킹에서 2위를 기록하였다. 유벤투스는 또 다시 세리에A 우승을 차지하였다. 2013-14 시즌에 부폰은 33경기에 출전해서 18개의 클린 시트와 89개의 선방을 기록했다. 2014년 7월 1일, 부폰은 2017년까지 유벤투스와 재계약을 체결하였다.

##### 2014-2018
부폰은 2014 FIFPro XI에 지명되었으며 UEFA 올해의 팀에 선정되었다. 2014년 12월 15일, 부폰은 세리에A 올해의 골키퍼 상을 수상하였고 2014 세리에A 올해의 팀에 지명되었다. 또한 그는 IFFHS가 선정한 최고의 골키퍼 랭킹에서 4위를 기록하였다. 2015년 2월 15, 부폰은 유벤투스 소속으로 2번째로 많은 시간을 뛴 선수가 되었다. 2015년 3월 2일, 부폰은 세리에A에서 2번째로 많은 시간을 뛴 선수가 되었다. 2014년 4월 22일, 부폰은 챔피언스 리그 역사상 가장 많은 클린 시트(36개)를 기록한 선수가 되었다. 유벤투스는 또 다시 리그 우승을 차지하였다. 그는 챔피언스리그에서 가장 많은 선방(39)을 기록했고, 가장 많은 클린 시트(6)를 기록했다. 그는 2014-15 UEFA 챔피언스리그 올해의 팀에 지명되었다. 그가 다니 알베스를 상대로 한 선방은 UEFA 선정 올해의 선방으로 기록되었다. 유벤투스는 준우승을 차지하였다. 부폰은 2015 UEFA 올해의 팀에 선정되었다. 부폰은 11월 25일 맨체스터 시티와의 경기에서 유럽 선수권 대회 100번째 경기를 치렀다. 2015년 12월 4일, 라치오와의 경기에서 부폰은 유벤투스 소속으로 400번째 경기를 치렀다.
그리고, 2017년 3월 25일(한국시간) 열린 이탈리아-알바니아와의 경기에서 개인 통산 1000경기 출전을 달성하였고, 2017년 4월 3일(한국시간)에는 SSC 나폴리와의 2016/2017 이탈리아 세리에A 30라운드에 출전하여 리그 통산 615번째 출전을 달성했다. 이 날 경기 출전한 부폰은 과거 인터 밀란에서 맹활약했던 하비에르 사네티와 타이기록으로, 세리에A 역대 2번째 선수가 되었다.
2018년 5월 17일, 17년간 활약했던 유벤투스에서 떠난다는 공식 발표가 있었다.

#### 파리 생제르맹

##### 2018-2019
2018년 7월 6일, 파리 생제르맹에 입단했다. 2018-19 시즌 25경기에 출전한 부폰은 PSG에서 유럽축구연맹(UEFA) 챔피언스리그 우승의 꿈을 이루고자 했다. 하지만 맨체스터 유나이티드에 패하면서 16강 탈락에 머물러 결국 꿈을 이루지 못했다. 그 후, 2019년 6월 30일에 계약 만료로 파리와 결별하였다.

#### 유벤투스로 복귀
2019년 7월 4일(한국시간) 친정팀인 유벤투스로 1년 만에 복귀하였고, 등번호는 77번으로 배정받았다.

#### 파르마로 복귀
2021년 6월 17일 20년 만에 파르마로 복귀하였다.
2023년 8월 2일 현역 은퇴를 선언했다.

## 국가대표팀 경력

### 청소년 경력 및 월반

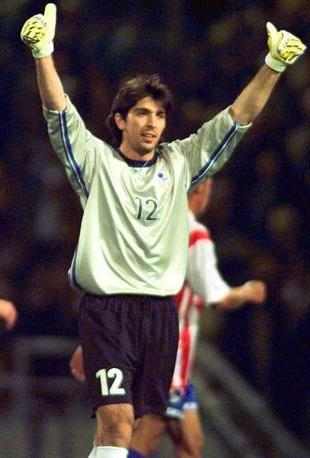
1998년 이탈리아 대표팀에서의 부폰.

부폰은 U-16 대표팀부터 U-23 대표팀, 그리고 1996년 올림픽까지 다양한 청소년 대표팀 단계에서 활약했다. 이탈리아 U-16 대표팀에서 그는 1993년 UEFA U-16 축구 선수권 대회 결승전에 올랐는데, 8강전에서 스페인을 상대로 승부차기에서 2개의 킥을 막아내며 준결승전 진출을 이끌어냈고, 체코슬로바키아와의 준결승전 승부차기에서는 3개의 페널티킥을 막아냈다. 그는 이탈리아 U-17 대표팀의 일원으로 1993년 FIFA U-17 세계 축구 선수권 대회에 참가했으며, 1995년에 그는 U-19 대표팀으로 1995년 UEFA U-19 축구 선수권 대회 결승 진출을 이끌어냈다. 그는 이탈리아 대표팀으로 참가하여 1996년 UEFA U-21 축구 선수권 대회 우승을 차지했다. 부폰은 1997년 자국 바리에서 열린 1997년 지중해 게임에서 축구 금메달을 딴 이탈리아 대표팀의 일원이었다. 부폰은 현재 이탈리아 국가대표팀에서 가장 클린 시트를 많이 기록한 선수로 남아있다.
1997년 10월 29일, 부폰은 19세 9개월(19세 274일)의 나이로 모스크바에서 열린 러시아와의 1998년 FIFA 월드컵 예선 플레이오프 1차전에서 부상당한 잔루카 팔리우카와 교체 출전하며 체사레 말디니 감독의 이탈리아 성인 대표팀 데뷔전을 치렀다. 부폰은 이 출전으로 제2차 세계 대전 이후 이탈리아 국가대표팀으로 활약한 최연소 골키퍼가 되었는데, 이후 이 기록은 2016년 9월 1일, 잔루이지 돈나룸마에 의해 깨졌다. 부폰은 1-1로 비긴 원정 경기에서 31분에 투입되어 드미트리 알레니체프의 슛을 막는 등 눈이 내리는 상황에서도 슛을 잘 막아냈지만, 결국 파비오 칸나바로의 자책골로 아쉽게 무승부로 마무리했다. 이후 이탈리아는 종합 스코어 2-1로 러시아를 꺾고 월드컵 본선에 진출했다. 그는 3순위 골키퍼로 1998년 FIFA 월드컵에 차출되었으나, 당시 주전 골키퍼 안젤로 페루치가 부상으로 대회에 출전하지 못하게 되자 2순위 골키퍼로 승격되었고, 새로운 3순위 골키퍼로 프란체스코 톨도가 차출되었다. 그러나 부폰은 대회에서 단 한 경기도 출전하지 못했다. 이탈리아는 8강에서 개최국이자 1998년 월드컵 우승국인 프랑스에게 승부차기 끝에 탈락했다.
부폰은 UEFA 유로 2000 예선에서 주전 골키퍼로 거듭났고, 이탈리아의 감독이자 전설적인 골키퍼인 디노 초프의 지휘 아래 대회 본선에서도 선발 출전할 예정이었지만, 튀르키예와의 대회 1차전을 앞두고 1-0으로 패배한 노르웨이와의 평가전에서 욘 카레브의 슛을 막으려다 손이 부러졌다. 결국 부폰이 대회에서 낙마하면서 주전 골키퍼는 프란체스코 톨도가 차지했고, 크리스티안 아비아티가 3순위 골키퍼로 새로 차출되었으며, 원래 3순위 골키퍼였던 프란체스코 안토니올리는 2순위로 승격되었다. 이탈리아는 대회 결승에 올랐으나, 프랑스에게 또다시 패배했다.

### 월드컵 및 유로 데뷔
프란체스코 톨도가 유로 2000에서 인상적인 활약을 펼치며 그는 2002년 월드컵 예선에서 대표팀 1군 자리를 지켰다. 톨도와의 주전 골키퍼 경쟁 끝에 부폰은 루마니아와의 예선 4차전에서 선발 골키퍼 자리를 되찾았고, 조반니 트라파토니 감독 하에 남은 4경기에서 주전 골키퍼로 활약하면서 무패행진을 이어갔다. 부폰은 2002년 FIFA 월드컵에서 이탈리아의 모든 경기에 출전했고, 에콰도르와의 조별 리그 1차전에서 무실점을 기록했으며, 16강전에서 공동 개최국인 대한민국을 상대로 페널티킥을 막아냈으나, 연장전에서 안정환의 골든골로 탈락하게 되었다. 그는 유로 2004의 전 경기에 출전해 0-0으로 비긴 덴마크와의 1차전에서 무실점을 기록했지만, 이후 스웨덴과 덴마크, 이탈리아의 삼파전에서 승점 5점으로 모두 승점이 같았으나, 이탈리아가 상대 전적에서 밀리면서 조 3위로 탈락하여 저조한 성적을 거두었다.

### 2006년 월드컵 우승
"부폰은 다시 한 번 그가 세계 최고의 골키퍼임을 증명했다."

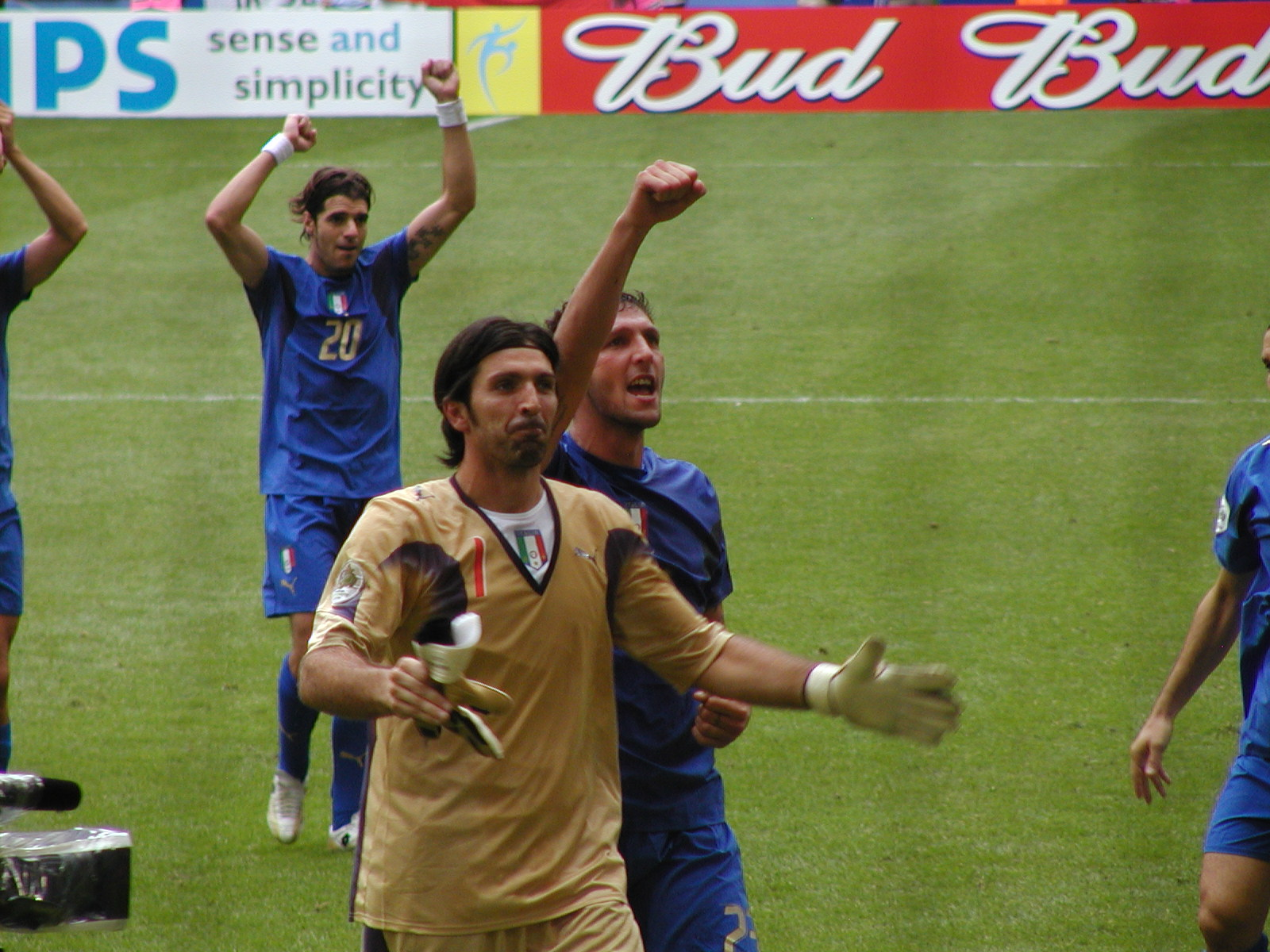
2006년 월드컵 당시 이탈리아 대표팀의 부폰.

부폰은 전 유벤투스의 감독이자 트라파토니의 후임인 마르첼로 리피 아래에서 다시 한 번 주전 골키퍼가 되었고, 이탈리아는 2006년 월드컵 예선 조에서 1위를 차지하며 월드컵 본선에 진출했다. 비록 부폰이 2006년 월드컵을 앞두고 칼초폴리 스캔들에 연루되었을 가능성으로 조사를 받으면서 그의 입지가 처음에는 흔들렸지만, 이후 리피에 의해 월드컵에서 이탈리아의 주전 골키퍼로 대표팀에 소집되었다.
2006년 월드컵 기간 동안 부폰은 7경기에서 단 두 골만 허용하고 5경기 무실점으로 월드컵 기록을 세우며 훌륭한 기량을 보여주었다. 또한 그는 453분 연속 무실점 기록을 세웠는데, 이는 1990년 월드컵에서 자국 선수인 발테르 젱가의 기록에 불과 64분 못 미치는 기록이었다. 그가 유일하게 허용한 두 골은 이탈리아의 조별 리그 2차전에서 프리킥 후 팀 동료 크리스티안 차카르도의 자책골과 결승전에서 지네딘 지단의 페널티킥으로, 세트피스 상황을 제외하고는 단 한 골도 내주지 않았다. 결승전에서 부폰은 이후 월드컵 골든볼 수상자 지단의 헤딩을 막아내며 추가 시간에 중요한 선방을 올렸고, 나중에 부폰은 이 선방을 자신의 커리어 중 가장 중요한 선방으로 꼽았다. 경기는 연장전 끝에 1-1로 끝났고 승부차기에서 부폰과 파비앵 바르테즈 모두 페널티킥을 막지 못했다. 그러나 다비드 트레제게의 슛이 크로스바를 맞고 빗나가면서 실축했고, 그대로 파비오 그로소가 페널티킥을 성공시키며 승리를 확정지었다. 부폰은 오스트레일리아와의 16강전에서 '맨 오브 더 매치'에 선정되었고, 이후 40세이브를 기록하며 월드컵 최고의 골키퍼에게 수여하는 야신상을 수상했으며, 올스타 팀에도 선정되었다. 부폰은 또한 2006년 발롱도르에서 이탈리아 동료 파비오 칸나바로에 이어 2위, 2006년 FIFA 올해의 선수 8위를 차지했으며, 2006년 FIFPro 월드 베스트 11와 UEFA 올해의 팀에 이름을 올렸다. 2013년 ESPN FC의 닉 밀러는 2-0으로 이긴 독일과의 준결승전에서 루카스 포돌스키의 슛을 막은 부폰의 선방을 "월드컵 역사상 가장 위대한 선방" 9위에 올렸다. 2019년, 디아리오 AS는 이 선방을 "역대 최고의 선방 10개" 중 8위에 선정했다.

### 월드컵 우승 이후
부폰은 파비오 칸나바로의 출전 정지로 인해, 2-0으로 승리한 조지아와의 UEFA 유로 2008 예선 홈 경기에서 로베르토 도나도니 감독 아래 처음으로 이탈리아 대표팀 완장을 찼다. 그는 주장 칸나바로가 부상으로 대회에서 낙마하면서 이탈리아의 임시 주장으로 알레산드로 델 피에로가 선임되었고, 임시 부주장에 부폰이 선임되었다. 그러나 유로 2008 대회에서 델 피에로가 사실상 후보 선수로 교체로만 출전하자, 부폰이 대부분 경기에서 주장으로 출전했다. 6월 9일, 그는 3-0으로 패한 네덜란드와의 유로 2008 첫 경기에서 주장으로 첫 경기를 치렀다. 6월 13일, 루마니아와의 조별 리그 2차전에서 그는 81분에 아드리안 무투의 페널티킥을 막아내며 1-1 무승부를 거뒀고, 이탈리아의 희망의 불씨를 살려냈다. 부폰은 프랑스와의 조별 리그 최종전에서 무실점을 기록했고, 공격수 카림 벤제마를 막아내며 이탈리아의 2-0 승리를 이끌어내 수많은 언론의 찬사를 받았다. 이러한 부폰의 활약으로 이탈리아는 8강 진출에 성공했다. 9일 후, 스페인과의 8강전에서 연장전 끝에 0-0 무승부로 승부차기에 돌입했고, 승부차기에서 점수 4-2로 스페인에게 패했다. 부폰은 승부차기에서 페널티킥 하나를 막아냈고, 이러한 활약으로 대회의 팀에 선정되었다.
이후 마르첼로 리피가 이탈리아 감독으로 복귀하면서 부폰이 확고한 주전 골키퍼로 자리잡았다. 그는 남아프리카 공화국에서 열린 2009년 FIFA 컨페더레이션스컵에서 이탈리아의 3경기에 모두 출전했는데, 이 대회에서 같은 조 내 3국가가 모두 승점 3점을 기록했으나 이탈리아가 득실차에서 밀려 조 3위를 기록하고 탈락했다. 2009년 11월 14일, 그는 네덜란드와의 친선 경기에서 100번째 국가대표팀 경기에 출전했다. 그는 2010년 월드컵 예선에서 무패로 조 1위를 차지한 이탈리아 대표팀의 핵심 선수였다.
2010년 월드컵에서 부폰은 파라과이와의 조별 리그 1차전에서 좌골신경에 문제가 생겨 하프타임에 교체되었고, 이탈리아는 1-1로 무승부를 거두었다. 그는 해당 월드컵 경기에 더 이상 출전할 수 없었고, 페데리코 마르케티가 그의 빈자리를 대체했다. 전 대회 우승국이었던 이탈리아는 대회에서 한 경기도 이기지 못했으며, 조별 리그에서 단 2점으로 조 최하위를 기록하여 실망스러운 성적으로 대회를 마무리했다. 당시 이탈리아 감독이었던 리피는 이탈리아가 월드컵에서 조기에 탈락하자 감독에서 경질되었다.

### 이탈리아의 주장, 그리고 유로 2012 준우승

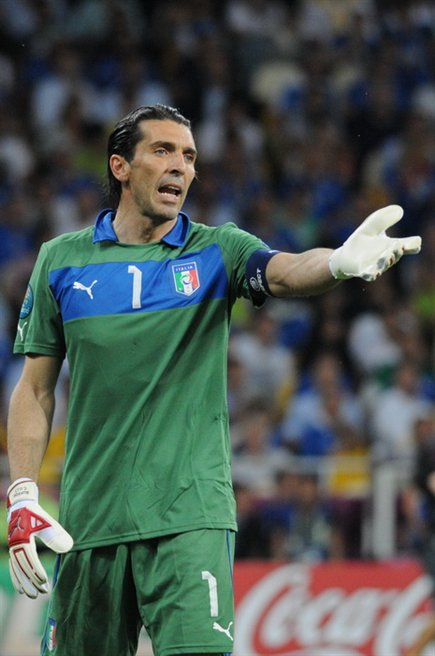
UEFA 유로 2012 결승전에서 스페인을 상대하고 있는 부폰.

파비오 칸나바로의 국가대표팀 은퇴 이후, 부폰은 이탈리아의 새로운 감독 체사레 프란델리 체제 하에 이탈리아의 새로운 주장이 되었다. 2011년 2월 9일, 허리 부상에서 회복한 부폰은 도르트문트에서 열린 독일과의 친선 경기에서 이탈리아의 공식 주장으로 첫 경기에 임했고, 이탈리아는 1-1 무승부를 거두었다. 2011년 9월 6일, 이탈리아가 슬로베니아를 1-0으로 이긴 후, 부폰은 디노 초프를 제치고 UEFA 유로 예선 경기 최다 무실점 기록을 세웠으며, 총 644분 동안 무실점 기록을 유지했다. 또한 이 경기의 승리로 이탈리아는 유로 2012 본선에 진출할 수 있게 되었다. 10월 11일, 3-0으로 승리한 북아일랜드와의 유럽 예선전 경기를 앞두고 부폰은 UEFA로부터 100번째 국가대표팀 경기 출전을 기념하는 기념 모자와 메달을 받았다. 이러한 자신의 업적에 대해 "저는 오늘 축구계의 귀인이 된 것을 느끼고, 제가 열심히 뛰고 있는 동안에 이렇게 저의 여정을 축하하게 되어 기쁩니다."라고 말했다. 2011년 11월 15일, 우루과이와의 친선 경기에서 부폰은 디노 초프의 국가대표팀 출전 수(112경기)를 넘어서면서 이탈리아의 전 주장들인 파비오 칸나바로와 파올로 말디니에 이은 역대 최다 출전 3위에 올랐고, 그는 2012년 2월 29일 미국과의 친선 경기에서 초프의 경기 출전 수를 추월했다. 이후 그는 유로 2012에서 이탈리아의 주전 골키퍼 및 주장으로 선임되었는데, 그는 예선에서 단 2골만 실점하면서 무패로 대회 본선행을 이끌었다.
유로 2012에서 부폰은 대회 내내 주장을 맡았다. 그는 아일랜드와의 조별 리그 3차전과 잉글랜드와의 8강전에서 무실점을 기록했고, 이 8강전 승부차기에서 애슐리 콜의 결정적인 페널티킥을 막아내며 이 경기의 '맨 오브 더 매치'로 선정되었다. 독일과의 준결승전에서 부폰은 몇 차례 중요한 선방을 했지만, 결국 92분에 메수트 외질의 페널티킥으로 골을 내주고 말았다. 그러나 이탈리아는 이 경기에서 2-1로 승리를 거두었고, 전 유로 대회와 월드컵 우승국인 스페인과 결승전에서 맞붙게 되었다. 그리고 스페인이 2010년 월드컵을 우승했기 때문에 결승에 진출한 이탈리아도 2013년 FIFA 컨페더레이션스컵에 출전할 수 있게 되었다. 결국 이탈리아는 결승전에서 4-0으로 패했고, 스페인은 3회 연속 메이저 대회 트로피와 2회 연속 유럽 선수권 대회 우승을 차지했다. 부폰은 이러한 활약으로 또다시 대회의 팀에 선출되었다.

### 2014년 월드컵 예선, 2013년 컨페더레이션스컵
2013년 3월 26일, 몰타와의 2014년 월드컵 예선 원정 경기에서 부폰은 126번째 이탈리아 국가대표팀 경기에 출전했으며, 파올로 말디니의 국가대표팀 경기 수와 동률을 이루었다. 같은 경기에서 부폰은 마이클 미프수드의 페널티킥을 막으면서 이탈리아의 2-0 승리에 일조했다.
부폰은 브라질에서 열린 2013년 컨페더레이션스컵의 이탈리아 선수단에 포함되었고, 대회의 모든 경기에 주장으로 출전했다. 2013년 6월 16일, 그는 2-1로 이긴 멕시코와의 첫 경기에서 하비에르 에르난데스의 페널티킥으로 패했다. 2013년 6월 19일, 일본과의 다음 경기에서 주심은 전반 20분에 오카자키 신지가 마티아 데 실리오의 백패스 미스 후 전진 과정에서 부폰에 의해 넘어졌다고 선언하면서 일본에 페널티킥을 부여했고, 부폰은 옐로카드를 받았다. 이러한 상황 속에서도 이탈리아는 4-3 승리를 이끌어냈고, 처음으로 대회 준결승전에 진출하게 되었다. 준결승전에서 지난 유로 2012 결승에서 맞붙었던 스페인과의 경기가 확정되었다. 준결승전에서 연장전 끝에 0-0 무승부 후 승부차기에서 7-6으로 끝내 패배했다. 부폰과 스페인의 이케르 카시야스는 경기 내내 무실점을 기록했지만, 두 골키퍼 모두 승부차기에서 페널티킥을 막지 못했다. 그러다 레오나르도 보누치의 페널티킥이 골대를 맞고 벗어나면서 끝내 실축했다. 3위 결정전에서 이탈리아는 연장전 끝에 2-2 무승부로 끝났고, 이어진 승부차기에서 우루과이를 승부차기 점수 3-2로 승리를 거두었다. 부폰은 디에고 포를란과 유벤투스 동료인 마르틴 카세레스, 그리고 왈테르 가르가노의 페널티킥 3개를 막아냈다.
2013년 9월 6일, 부폰은 불가리아와의 2014년 월드컵 예선전에서 135번째 이탈리아 국가대표팀 경기를 치렀다. 이 기록은 이탈리아 역대 최다 출전자인 파비오 칸나바로를 제외한 최다 출전 기록이었다. 부폰은 이 1-0으로 이긴 경기에서 무실점을 기록했으며, 여러 번의 선방을 기록해 맨 오브 더 매치에 선정되는 등 찬사를 받았다. 이 승리로 이탈리아는 예선 조에서 승점 7점을 앞서게 되었다. 2013년 9월 10일, 부폰은 토리노의 유벤투스 스타디움에서 열린 체코와의 2014년 월드컵 예선 경기에서 136번째 경기를 출전해 칸나바로와 함께 역대 이탈리아 국가대표팀 최다 출전 기록 동률을 이루었다. 이탈리아는 이 경기에서 2-1로 승리를 거두면서 두 경기를 앞두고 조 1위를 확정지어 처음으로 월드컵 본선 진출을 조기에 이뤄냈다. 2013년 10월 11일, 2-2로 비긴 덴마크와의 월드컵 예선전에서 부폰은 137번째 경기에 출전해 칸나바로를 제치고 이탈리아의 유일한 최다 출전 기록 보유자가 되었다. 2014년 1월 2일, 부폰은 이탈리아 국가대표팀 올해의 선수에게 주어지는 2013 팔로네 아주로 상을 수상했다.

### 2014년 월드컵
"부폰은 골키퍼계의 마라도나다."
5월 12일, 부폰은 체사레 프란델리에 의해 이탈리아의 31명 월드컵 예비 명단에 이름을 올렸고, 5월 31일에 그는 최종 명단에 주전 골키퍼 및 주장으로 이름을 올렸다. 이탈리아는 코스타리카, 잉글랜드, 우루과이와 함께 소위 "죽음의 조" 또는 "챔피언의 조"라고 불리는 D조에 편성되었다. 부폰은 월드컵을 5번 참가한 세 번째 선수가 되었고, 멕시코의 골키퍼 안토니오 카르바할과 독일의 축구 선수 로타어 마테우스의 기록과 동률을 이루었다. 부폰은 훈련 중 발목 부상으로 인해 2014년 6월 14일 잉글랜드와의 월드컵 첫 경기에 출전하지 못했다. 그의 골키퍼 자리는 살바토레 시리구로 대체되었다. 주장의 빈자리는 안드레아 피를로가 대신했고, 이탈리아는 2-1로 승리를 거두었다.
코스타리카에게 1-0으로 패한 다음 조별 리그 경기에서 그는 월드컵에서 처음으로 주장을 맡았는데, 이 경기에서 그는 4번째 월드컵에 출전했다. 우루과이와의 조별 리그 최종전에서 부폰은 루이스 수아레스와 니콜라스 로데이로의 슛을 막아냈으나, 논란이 많은 클라우디오 마르키시오의 퇴장으로 이탈리아는 한 명이 부족한 채 싸워야 했다. 부폰은 루이스 수아레스가 조르조 키엘리니를 이빨로 깨물은 어수선한 상황에서 81분에 디에고 고딘에게 헤딩골을 허용하여 결국 패배하고 말았다. 부폰은 경기에서 뛰어난 활약으로 '맨 오브 더 매치'에 선정되었다. 이탈리아는 최종 조 3위를 기록했고, 2회 연속으로 월드컵 조별 리그에서 탈락하게 되었다.

### 유로 2016
2014년 9월 9일, 부폰은 오슬로에서 열린 노르웨이와의 유로 예선 1차전에서 주장을 맡아 신임 감독 안토니오 콘테 체제 하에 국가대표팀 첫 경기를 치렀다. 그는 이탈리아가 2-0으로 승리하면서 무실점을 기록했다. 2015년 6월 12일, 부폰은 1-1로 비긴 크로아티아와의 유로 예선 경기에서 UEFA 국제 대회 50경기에 출전한 첫 선수가 되었다. 부폰은 경기 초반 마리오 만주키치의 페널티킥을 막아냈지만, 하프타임에 부상으로 살바토레 시리구와 교체되었다. 2015년 9월 6일, 그는 불가리아와의 경기에서 이탈리아 국가대표팀 150번째 경기에 출전했으며, 1-0 승리와 동시에 무실점을 기록하며 국가대표팀 통산 62번째 무실점 경기를 펼쳤다. 이탈리아는 10월 10일 아제르바이잔에 3-1로 승리를 거두며 유로 2016 본선 진출에 성공했다.
유로 예선 이후, 부폰은 유로 2016이 자신의 커리어 마지막 유럽 축구 선수권 대회가 될 것이라고 말했지만, 국가대표팀은 40세가 되는 2018년 월드컵 이후에 은퇴하겠다는 의사를 밝혔다. 2016년 5월 31일, 부폰은 유로 2016에 참가할 콘테의 이탈리아 선수단 23인 중 대표팀 주장으로 선임되었다. 6월 13일, 부폰은 2-0으로 이긴 벨기에와의 대회 첫 경기에서 2-0 승리를 거두며 무실점을 기록했다. 이는 부폰의 14번째 유럽 선수권 대회 경기 출전으로, 그는 말디니, 델 피에로, 카사노를 제치고 이탈리아 역대 최다 출전자가 되었으며, 그는 4번째 유럽 선수권 대회 참가로 델 피에로와 동률을 이루었다. 6월 17일, 그는 1-0으로 이긴 스웨덴과의 조별 리그 2차전에서도 무실점을 기록하며 자국이 조 1위를 차지하고 16강에 진출할 수 있게끔 도왔다. 열병으로 인해 부폰은 6월 22일 아일랜드와의 조별 리그 최종전에서 휴식을 취했고, 그의 골키퍼 자리는 살바토레 시리구가 대체했지만, 1-0으로 패하고 말았다. 6월 27일, 그는 스페인과의 16강전에서 선발로 복귀해 제라르드 피케를 상대로 결정적인 추가 시간을 막아내며 대회 3경기 연속 무실점을 기록했고, 이탈리아는 전 대회 우승팀을 상대로 2-0 승리를 거두었다. 7월 2일, 독일과의 8강전에서 연장전 끝에 1-1로 비긴 후 승부차기에서 부폰은 페널티킥 하나를 막아냈지만, 결국 월드컵 챔피언 독일이 승부차기 점수 6-5로 승리했다. 정규 시간에 마리오 고메스의 슛을 막아내는 일대일 상황은 나중에 'UEFA 올해의 선방' 후보에 올랐다. 다음 달 말까지 진행된 투표에서, 이 선방은 14%의 득표율로 3위를 차지했다.

### 2018년 월드컵 예선, 은퇴 및 짧은 복귀

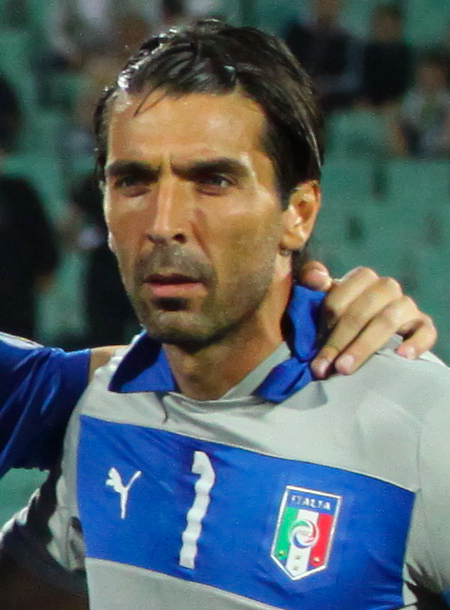
국가대표팀으로 176경기에 출전한 부폰은 이탈리아 역대 최다 출전 선수이다.

2016년 10월 6일, 부폰은 토리노에서 열린 2018년 월드컵 예선 경기에서 스페인과 1-1 무승부를 기록하며 이탈리아 국가대표로 164경기에 출전했고, 잔 피에로 벤투라 감독 아래 그는 코비 존스와 함께 8번째로 많은 국가대표팀 경기 출전자가 되었으며, 동시에 이케르 카시야스에 이어 현역 선수 중 두 번째로 많은 국가대표팀 경기 출전자가 되었다. 2016년 11월 15일, 부폰은 밀라노에서 열린 독일과의 친선 경기에서 167번째 국가대표팀 경기에 출전하여 이케르 카시야스와 비탈리스 아스타피에프스의 출전 기록과 동률을 이루었고, 현역 선수 중 카시야스와 같이 국가대표팀 경기 최다 출전자가 되었다. 2017년 1월 1일, 부폰은 한 해 동안 최고의 이탈리아 국가대표팀 선수에게 수여하는 2016 팔로네 아주로 상을 수상했으며, 이 상을 두 번 이상 수상한 최초의 선수가 되었다. 3월 24일, 부폰은 2-0으로 이긴 알바니아와의 월드컵 예선 홈 경기에서 무실점 (클럽, 국가대표팀 경기 통산 426번째)을 기록하며 동시에 통산 1,000번째 출전을 기록했으며, 이 기록을 달성한 18번째 선수가 되었다. 또한 그는 이탈리아 국가대표팀 경기에 168번째 출전하여 유럽 선수 중 유일한 국가대표팀 경기 최다 출전자가 되었고, 이반 우르타도와 함께 역대 공동 5위의 국가대표팀 최다 출전자가 되었다.
9월 2일, 부폰은 3-0으로 패한 스페인과의 월드컵 예선 원정 경기에서 170번째 국제 경기에 출전했고, 이후 10월 6일에 1-1로 비긴 마케도니아와의 2018년 월드컵 예선 홈 경기에서 172번째 경기에 출전해 기록을 이어나갔다. 그는 이집트의 스트라이커 호삼 하산 (169경기)를 제치고 역대 국가대표팀 경기 출전 순위 4위에 올랐고, 부폰보다 더 많은 출전 기록을 보유한 선수는 이집트의 미드필더 아흐메드 하산 (184경기)과 사우디아라비아의 골키퍼 모하메드 알데아예아 (178경기), 멕시코의 수비수 클라우디오 수아레스 (177경기)뿐이었다.
부폰의 175번째 국가대표팀 경기는 11월 13일 밀라노의 산 시로에서 열린 스웨덴과의 월드컵 예선 플레이오프 2차전 경기였다. 그는 0-0으로 비기면서 무실점을 기록했지만, 11월 10일에 치러졌던 1차전 원정 경기에서 이탈리아가 1-0으로 패배하여 합계 점수 1-0으로 스웨덴이 월드컵 본선에 진출했고, 이탈리아는 60년만에 처음으로 월드컵 본선 진출에 실패했다. 부폰은 원래 2018년 월드컵에 출전한 후 은퇴할 계획이었지만, 이탈리아가 월드컵 본선 진출에 실패하자 눈물을 흘리며 은퇴를 선언했다. 그는 은퇴를 선언하며 다음과 같이 말했다: "나 자신에게 미안한 것이 아니라 이탈리아 축구 전체에 미안하다. 우리는 사회적 차원에서도 의미가 있는 무언가에 실패했다. 단순히 시간이 흘러서가 아니라 이렇게 마침표를 찍게 된 것이 너무 아쉽다. 이탈리아 축구에는 확실히 미래가 있다. 우리는 자부심과 능력, 결단력을 갖고 있고 우리는 장애물에 넘어지더라도 항상 다시 일어설 방법을 찾는다."
이후 그는 이탈리아 대표팀 공식 트위터 계정을 통해 그의 국가대표팀 은퇴 의사를 다음과 같이 밝혔다: "우리는 자랑스럽고, 강하고, 고집이 있다. 우리는 항상 그래왔던 것처럼 스스로 극복할 것이다. 나는 대표팀이 스스로 극복할 수 있음을 알기에 이 국가대표팀을 떠날 것이다. 모두에게, 특히 이 아름다운 여정을 함께했던 사람들에게 행운이 따르길 바란다." 이달 말에 세리에 A 올해의 축구 선수상을 수상한 부폰은 다음과 같이 말하며 이탈리아 국가대표로 다시 뛸 수 있음을 암시했다: "나는 국가대표팀을 잠시 쉬었다. 어느 정도 나이가 있으니 쉬는 게 맞다. 하지만 나는 유벤투스에서도, 대표팀에서도 항상 스스로를 군인이라고 생각해왔다. 때문에 미래에도 나를 필요로 한다면 나는 국가의 부름을 결코 저버릴 수 없다. 미래에 60세가 되더라도 골키퍼들이 완전히 부재하고 그들이 나에게 돌아오라고 한다면, 나는 그곳에 있을 것이다. 왜냐하면 나에겐 '국가'라는 개념이 내 안에 있기 때문이다."
2018년 3월 17일, 부폰은 이전의 은퇴에도 불구하고 당시 이탈리아의 감독대행이었던 루이지 디 비아조의 부름을 받아 아르헨티나와 잉글랜드와의 3월 친선 경기에 소집되었다. 처음 국가대표팀 은퇴를 선언한 후 국가대표팀 소집을 수락한 이유를 묻자 그는 다음과 같이 대답했다: "나는 한결같은 사람이고, 큰 책임감을 느낀다. 그것만으로도 내 존재를 설명하기에 충분하다. 또한 나는 항상 국가대표팀에서 통합적인 요소였고, 나의 존재가 이런 식으로 보여졌으면 한다. 날 보며 어린 선수들은 성장할 것이고, 일부는 이미 성장했으며, 내일부터는 기회를 얻을 것이다. 또한, 최근 심장마비로 사망한 저의 국가대표팀 동료 아스토리를 위해 여기에 왔다. 그것이 내가 여기에 있고 싶었던 또 다른 이유이다." 3월 23일, 부폰은 아르헨티나와의 친선 경기에서 176번째 이탈리아 국가대표팀 경기에 선발로 출전했고, 칸나바로를 제치고 주장으로 80경기를 뛰며 이탈리아 주장 최다 출전 기록을 세웠다. 이 경기에서 이탈리아는 아르헨티나에게 2-0으로 패배했다. 2018년 5월 17일, 부폰은 유벤투스와의 기자회견에서 5월과 6월 친선 경기를 위한 국가대표팀에 복귀하지 않을 것이라고 발표했다.

## 사생활
잔루이지 부폰은 운동 선수 집안에서 태어났다. 그의 어머니 마리아 스텔라는 원반 던지기 선수, 그의 아버지 아드리아노는 역도 선수, 그의 두 누나 베로니카와 젠달리나는 배구 선수였으며, 그의 삼촌 안젤로 마소코는 농구 선수로 뛰었다. 골키핑의 전설 로렌초 부폰은 부폰의 할아버지의 사촌이다. 부폰은 2005년 부터 교제해 왔지만 2011년 6월 체코 모델 알레나 셰레도바와 결혼했다. 그들은 두 아들을 두고 있는데, 루이스 토마스(2007년 출생, 부폰의 우상인 토마스 은코노의 이름을 따서 지음)와 데이비드 리(2009년 출생, 밴 헤일런 가수 데이비드 리 로스의 이름을 따서 지음)이다. 2014년 5월, 부폰은 3년간의 결혼 생활 끝에 아내와 헤어졌다고 발표했다.
이혼 직후, 부폰은 이탈리아 스포츠 평론가, 저널리스트, 텔레비전 진행자 일라리아 다미코와 낭만적인 관계를 맺었다. 2015년 부폰은 부부가 아이를 임신했다고 발표했다. 2016년 1월 6일 부부는 아들 레오폴도 마티아의 탄생을 발표했다. 2017년 여름, 두 사람은 약혼했다. 부폰은 셰레도바와의 관계와 결혼 이전에 이탈리아 육상 국가대표팀의 단거리 선수인 빈첸차 칼리와도 약혼한 적이 있었다.
부폰은 원래는 수비형 미드필더로 축구를 시작했으나 골키퍼로 전향했다. 2001년, 그는 파르마에서 유벤투스로 이적할 당시 골키퍼 역사상 가장 비싼 이적료로 이적하면서 가장 비싼 골키퍼로 기록되었다. 부폰은 많은 개인 수상경력과 팀 수상경력을 보유하고 있다. 2008년 1월 15일, 그와 페테르 슈마이켈은 IFFHS가 선정한 지난 20년간의 세계 최고 골키퍼의 일인자로 뽑혔다.
2002년 이후 17년 만에 대한민국을 다시 찾은 부폰은 충실한 팬서비스를 보여 주면서 대한민국 축구팬들에게 박수를 받았다.

## 수상 내역

#### 파르마
- 코파 이탈리아 : 1998-99
- 수페르코파 이탈리아나 : 1999
- UEFA컵 : 1998-99

#### 유벤투스
- 세리에 A : 2001-02, 2002-03, 2011-12, 2012-13, 2013-14, 2014-15, 2015-16, 2016-17, 2017-18, 2019-20
- 세리에 B : 2006-07
- 코파 이탈리아 : 2014-15, 2015-16, 2016-17, 2017-18, 2020-21
- 수페르코파 이탈리아나 : 2002, 2003, 2012, 2013, 2015, 2020
- UEFA 챔피언스리그 : 준우승 (2002-03, 2014-15, 2016-17)

#### 파리 생제르맹
- 리그 1 : 2018-19
- 트로페 데 샹피옹 : 2018

#### 이탈리아
- UEFA U-21 유로 : 1996
- 지중해 게임 : 1997
- FIFA 월드컵 : 2006
- UEFA 유로 : 준우승 (2012)
- FIFA 컨페더레이션스컵 : 3위 (2013)

### 개인
- 발롱도르 : 2위 (2006), 4위 (2017), 9위 (2003, 2016)
- UEFA 올해의 선수 : 1위 (2002-03), 3위 (2016-17), 4위 (2014-15), 6위 (2015-16)
- 세리에 A 올해의 선수 : 2016-17
- 세리에 A 올해의 골키퍼 : 1998-99, 2000-01, 2001-02, 2002-03, 2003-04, 2004-05, 2005-06, 2007-08, 2011-12
- 세리에 A 올해의 팀[131] : 2011-12, 2013-14, 2014-15, 2015-16, 2016-17
- UEFA 최우수 골키퍼 : 2002-03, 2016-17
- 더 베스트 FIFA 풋볼 어워드 베스트 골키퍼 : 2017
- UEFA 유로파리그 시즌 스쿼드 : 2013-14
- UEFA 챔피언스리그 시즌 스쿼드 : 2014-15, 2016-17
- ESM 올해의 팀 : 2002-03, 2016-17
- 유럽 최우수 골키퍼 : 2003, 2006, 2017
- 팔로네 아주로 : 2013, 2016
- 가에타노 시레아 상 : 2016
- 지아니 브레라 상 : 2015
- 네레오 로코 상 : 2014
- FIFA 100 : 2004
- 골든풋 : 2016
- 브라보상 : 1999

#### 국가대표
- UEFA 유로 올스타팀 : 2008, 2012
- FIFA 월드컵 야신상, 올스타팀 : 2006
- 2006년 FIFA 월드컵 맨 오브 더 매치 : vs. 호주 (16강전)
- 2014년 FIFA 월드컵 맨 오브 더 매치 : vs. 우루과이 (조별리그)

#### 선정
- FIFA/FIFPro 월드 베스트 XI : 2006, 2007, 2017
- UEFA 올해의 팀 : 2003, 2004, 2006, 2016, 2017
- 발롱도르 드림팀 실버 : 2020
- UEFA 유로 역대 베스트 : 2015
- UEFA 궁극의 팀 : 2015
- 유벤투스 역대 베스트 : 2017
- 가제타 델로 스포르트 올해의 선수 : 2017
- 스포츠일러스트레이티드 선정 시대의 팀 : 2000년대

#### 서훈
- 이탈리아 공화국 공로 훈장 5등급 (Cavaliere OMRI) : 2000
- 이탈리아 공화국 공로 훈장 4등급 (Ufficiale OMRI) : 2006
- 이탈리아 국가 올림픽 위원회 훈장 : 2006

## 같이 보기
- A매치 100경기 이상 출전한 축구 선수 명단